# Abelmoschus moschatus
Abelmoschus moschatus (L.) Medik., el abelmosco o hibisco es una planta de la familia de las malváceas, natural de Egipto, India y costa Malabar. Originalmente fue clasificada como parte del género Hibiscus, pero ahora se la clasifica en el género Abelmoschus.

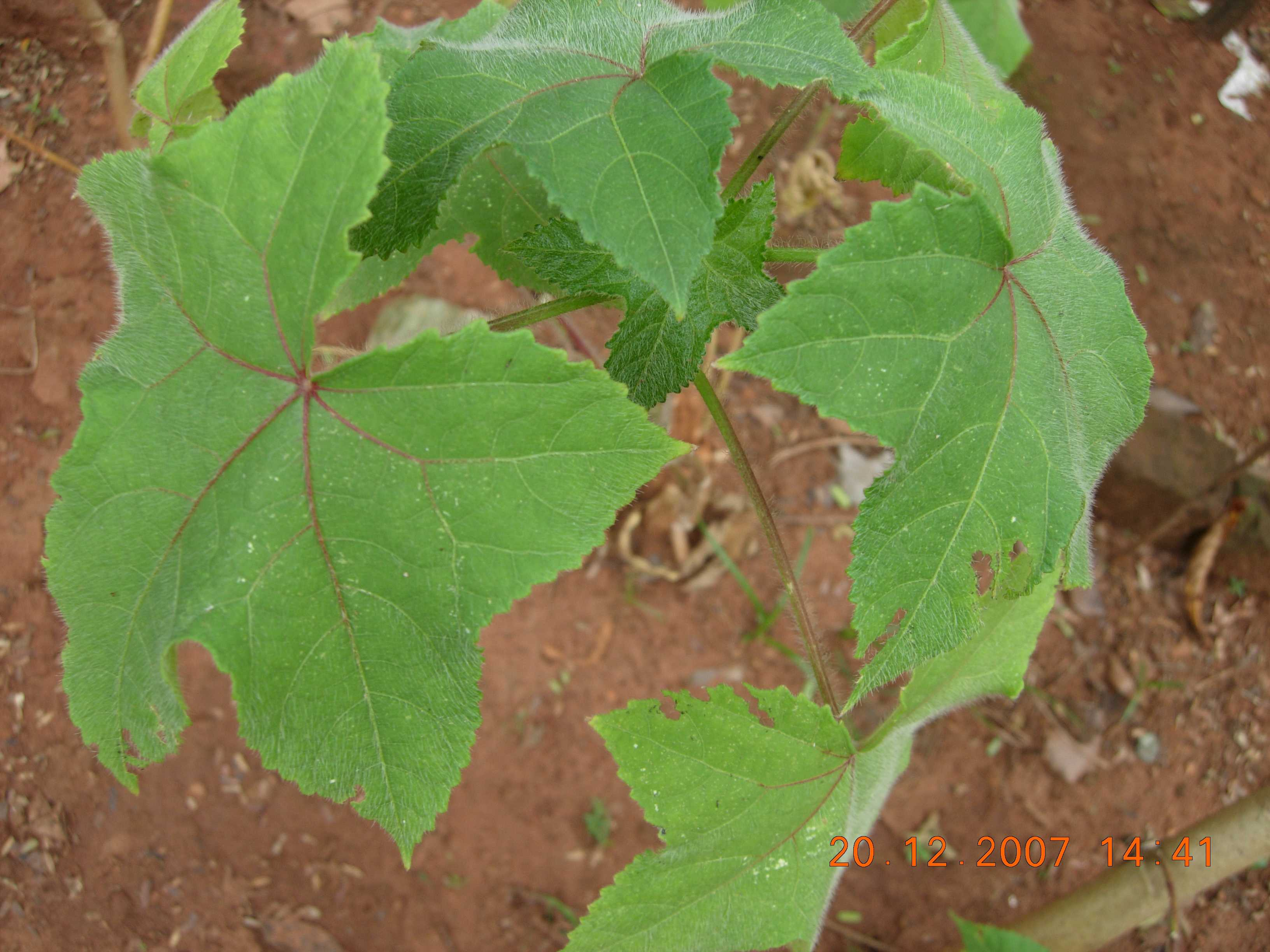
Hojas

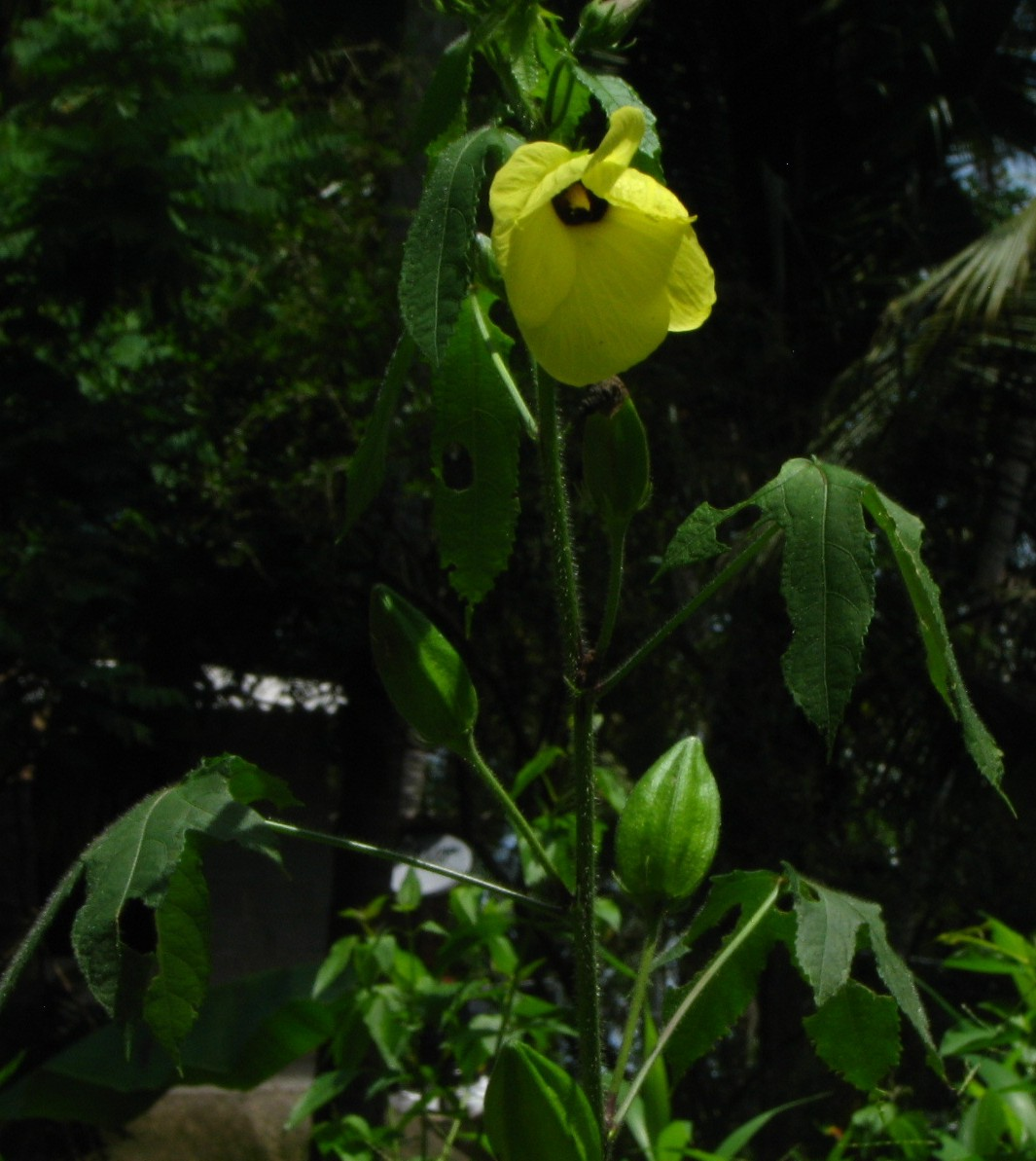
Flor

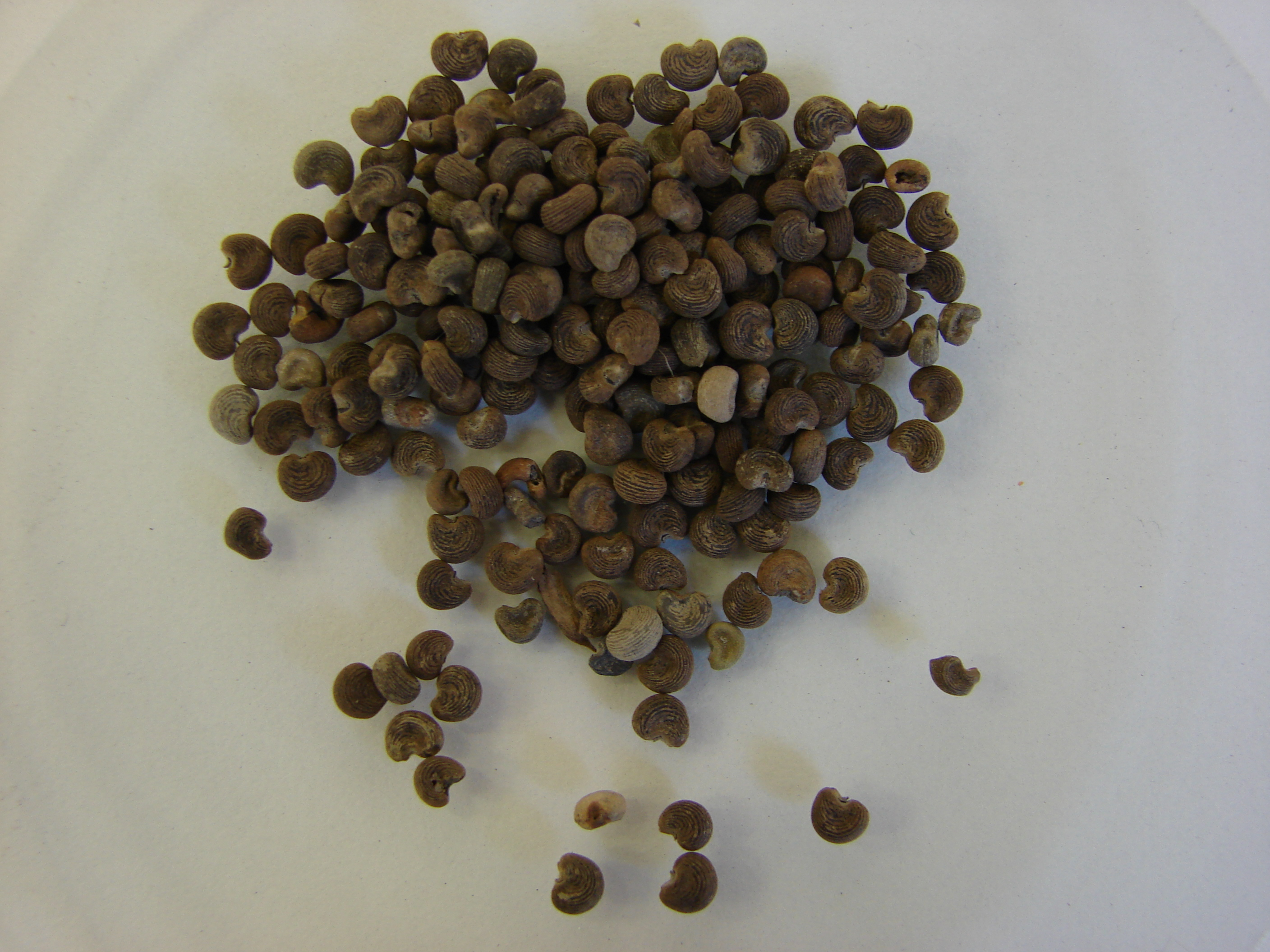
Semillas

## Características
Es una planta herbácea rastrera caducifolia con tallo leñoso en la base y ramificado que alcanza 150 cm de altura por hasta 2 m de diámetro. Las hojas, tetra o penta lobuladas y en forma de corazón, son alternas, rugosas, y cubiertas de vellosidad. Pueden alcanzar los 15 cm de longitud. Las flores son solitarias y grandes de color blanco o crema. El fruto, que desprende un delicado olor a almizcle, es una cápsula pentagonal, estrecha y cilíndrica cubierta de pelusa de más de 8 cm de largo, con numerosas semillas.

## Farmacognosia
En la medicina tradicional india se utilizan las raíces, semillas y en ocasiones las hojas para diversas afecciones.
- Se produce un aceite esencial muy apreciado por su aroma.[3]
- Las semillas, masticadas combaten el mal aliento y tiene efecto estomacal.[2]
- También es utilizado como afrodisíaco y como insecticida.[2]
- Se aplica como cataplasma para el picor intenso en la piel.[2]

## Fitoquímica
El aceite de las semillas contiene fosfolípidos como la 2-cefalina, fosfatidilserina y sus plasmalógenos. También se encontró farnesol y la lactona del ácido ambretólico, β-sitosterol y sus β- y δ-glucósidos se aislaron de las hojas. Los pétalos contienen β-sitosterol, glucósidos del flavonoide miricetina, antocianinas como la cianidin-3-sambubiósido y el 3-glucósido de la cianidina. También se han aislado de las flores los flavonoides quercetina, hiperósido, quercetin-3-O-β-D-glucopiranósido, quercetin-3-orobinósido, quercetin-3-O-rutinóside, quercetin-3′-O-β-D-glucopiranósido, quercetin-7-O-β-D-glucopiranósido, quercetin-3-O-β-D-6″-acetilglucopiranósido, quercetin-3-O-β-D-xilopiranosil-(1→2)-β-D-galactopiranósido, miricetina, cannabiscitrina, miricetin-3-O-β-D-galactopiranóside, miricetin-3-O-robinósido y miricetin-3-O-β-D-xilopiranosil-(1→2)-β-D-glucopiranósido

## Taxonomía
Abelmoschus esculentus fue descrita por (L. Medik.  y publicado en Ueber einige künstliche Geschlechter aus der Malven-Familie 46. 1787.
Variedades
- Abelmoschus moschatus subsp. biakensis (Hochr.) Borss.Waalk.
- Abelmoschus moschatus subsp. tuberosus (Span.) Borss.Waalk.

Sinonimia
- Abelmoschus abelmoschus (L.) H.Karst.
- Abelmoschus betulifolia Wall.
- Abelmoschus chinensis Wall.
- Abelmoschus ciliaris Walp.
- Abelmoschus cryptocarpus Walp.
- Abelmoschus cubensis Walp.
- Abelmoschus cucurbitaceus Walp.
- Abelmoschus haenkeanus C.Presl
- Abelmoschus marianus C.Presl
- Abelmoschus moschatus var. betulifolius (Mast.) Hochr.
- Abelmoschus moschatus var. haenkeanus (C.Presl) Merr.
- Abelmoschus moschatus var. lanyunatus S.S.Ying
- Abelmoschus palustris Walp.
- Abelmoschus pseudoabelmoschus (Blume) Walp.
- Abelmoschus roseus Walp.
- Abelmoschus sublobatus C.Presl
- Hibiscus abelmoschus L.
- Hibiscus abelmoschus (L.) Karsten
- Hibiscus abelmoschus var. betulifolius Mast.
- Hibiscus abelmoschus var. genuinus Hochr.
- Hibiscus amambayensis Krapov. & Fryxell
- Hibiscus cardiophyllus Baill.
- Hibiscus chinensis Roxb.
- Hibiscus ciliaris C.Presl
- Hibiscus collinsianus Nutt. ex Torr. & A. Gray
- Hibiscus cucurbitaceus A.St.-Hil.
- Hibiscus cucurbitaceus var. acuminatus Hassl.
- Hibiscus flavescens Cav.
- Hibiscus haenkeanus Fern.-Vill.
- Hibiscus moschatus (Medik.) Salisb.
- Hibiscus multiformis Steud.
- Hibiscus pseudabelmoschus Blume
- Hibiscus roxburghii Steud.
- Hibiscus sublobatus Hochr.[7]

## Nombres comunes
- Castellano: hibisco, abelmosco, abuinchillo, almizclillo, algalia, ambarilla.[2]
- Castellano: algalia, ambarina común, anaucho[8]
- Castellano: almis (México), alvira (México), borraja (México), café extranjero (México), doña Elvira (México), hierba de culebra (México), hierba de semilla de culebra (México), santa Elena (México),